# Ferrari 312 T4
La Ferrari 312 T4 è una monoposto di Formula 1 prodotta dalla Ferrari per partecipare al campionato mondiale di Formula 1 1979. Guidata dal sudafricano Jody Scheckter, conquistò il mondiale piloti e la coppa costruttori, grazie anche ai punti ottenuti dal compagno di squadra Gilles Villeneuve. Conquistò 6 vittorie.

## Vettura
La 312 T4 è descritta come una delle Ferrari meno esteticamente attraenti che abbiano mai corso in Formula 1, ma fu contemporaneamente una delle più vincenti. La sua curiosa forma, tozza e spigolosa, era dovuta al fatto che, non potendo ricreare nel retrotreno un vero e proprio tubo di Venturi per generare depressione sotto la vettura, si allungarono le pance laterali il più possibile, fin quasi in corrispondenza dell'ala anteriore. La conformazione aerodinamica fu studiata nella galleria del vento Pininfarina.
La vettura era dotata di minigonne, ma non era una vera e propria wing car: l'efficienza delle bandelle era infatti limitata dagli ingombri del motore Ferrari Tipo 015 a 12 cilindri contrapposti con angolo fra le bancate di 180°. Tuttavia, la potenza di tale propulsore (che contribuiva anche ad abbassare il baricentro) e l'uso quasi esclusivo delle innovative gomme radiali Michelin permisero alla vettura di mantenere alto il livello di competitività anche rispetto ai progetti aerodinamicamente più evoluti. Altre caratteristiche peculiari erano il cambio trasversale, ormai utilizzato a Maranello dal 1975 e le sospensioni, che grazie alla loro geometria risultavano efficienti su vari tipi di tracciato.
Ne furono costruiti in tutto 5 esemplari:
- 312 T4/037: utilizzata da Villeneuve in tre gare del 1979, vinse 3 Gran Premi. Successivamente danneggiata da Villeneuve, venne ricostruita e ceduta il 23 settembre 1981 al collezionista Carlo Campanini Bonomi[2];
- 312 T4/038: usata per due gare da Scheckter, e tre da Villeneuve, compreso il Gran Premio Dino Ferrari;
- 312 T4/039: usata per due gare da Scheckter, e due da Villeneuve;
- 312 T4/040: vettura usata in dieci gare (nove di campionato) da Scheckter con tre vittorie;
- 312 T4/041: usata sei volte da Villeneuve, con una vittoria. Fa parte della collezione di Antonio Giacobazzi, titolare dell'omonima azienda vinicola sponsor del pilota.

## Stagione

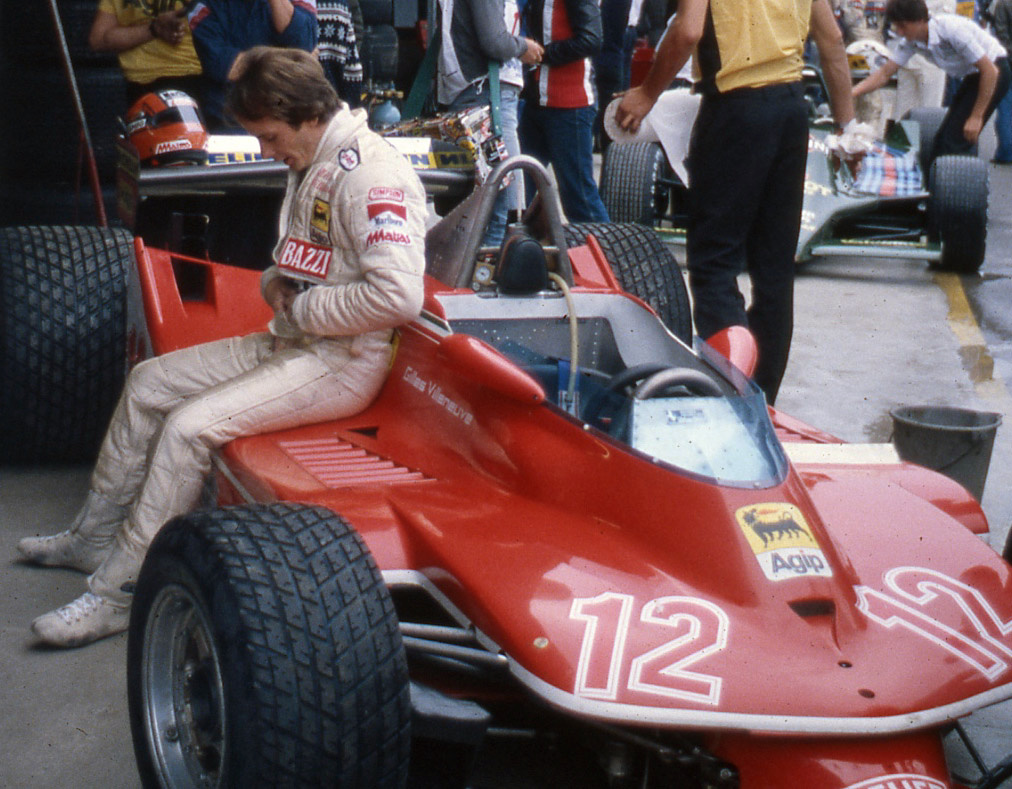
Gilles Villeneuve seduto sulla sua 312 T4 ai box di Imola, durante il weekend di gara dello speciale Gran Premio Dino Ferrari.

Dopo due gare disputate con la 312 T3, dal Gran Premio del Sud Africa, viene schierata la 312 T4, che coglie subito una doppietta con Villeneuve vincitore seguito da Scheckter. Così sarà anche alla gara successiva. Dopo un GP di Spagna non brillantissimo per la scuderia è il sudafricano a vincere due gare consecutive, con il compagno di squadra canadese costretto al ritiro.
Proprio al Gran Premio di Francia, si verifica poi uno dei duelli più belli che la Formula 1 ricordi, quello tra Gilles Villeneuve e René Arnoux per la conquista del secondo posto, con sorpassi continui. Alla fine avrà la meglio il canadese, nella gara che vede la prima vittoria di una vettura con motore turbo. Nel prosieguo della stagione la Ferrari conquista vari piazzamenti, resistendo alla serie di tre vittorie di seguito di Alan Jones. A fine anno Scheckter vincerà il titolo e Villeneuve sarà secondo.
Da ricordare anche che il canadese, dopo il Gran Premio d'Olanda 1979, in cui si ritirò mentre Scheckter arrivò secondo, promise di non ostacolare il compagno di squadra per la vittoria del titolo mondiale, visto che in classifica era ormai a 12 punti dal compagno ed era stato sorpassato da Jones, la cui Williams era in quel momento decisamente la vettura più performante (4 vittorie consecutive) e da Jacques Laffite.
Inoltre Enzo Ferrari, fondatore della scuderia, avrà una grande rivincita nei confronti di Niki Lauda, il quale aveva lasciato la squadra nel 1977, facendo una scommessa con il Drake riguardante chi dei due avesse vinto per primo un campionato.

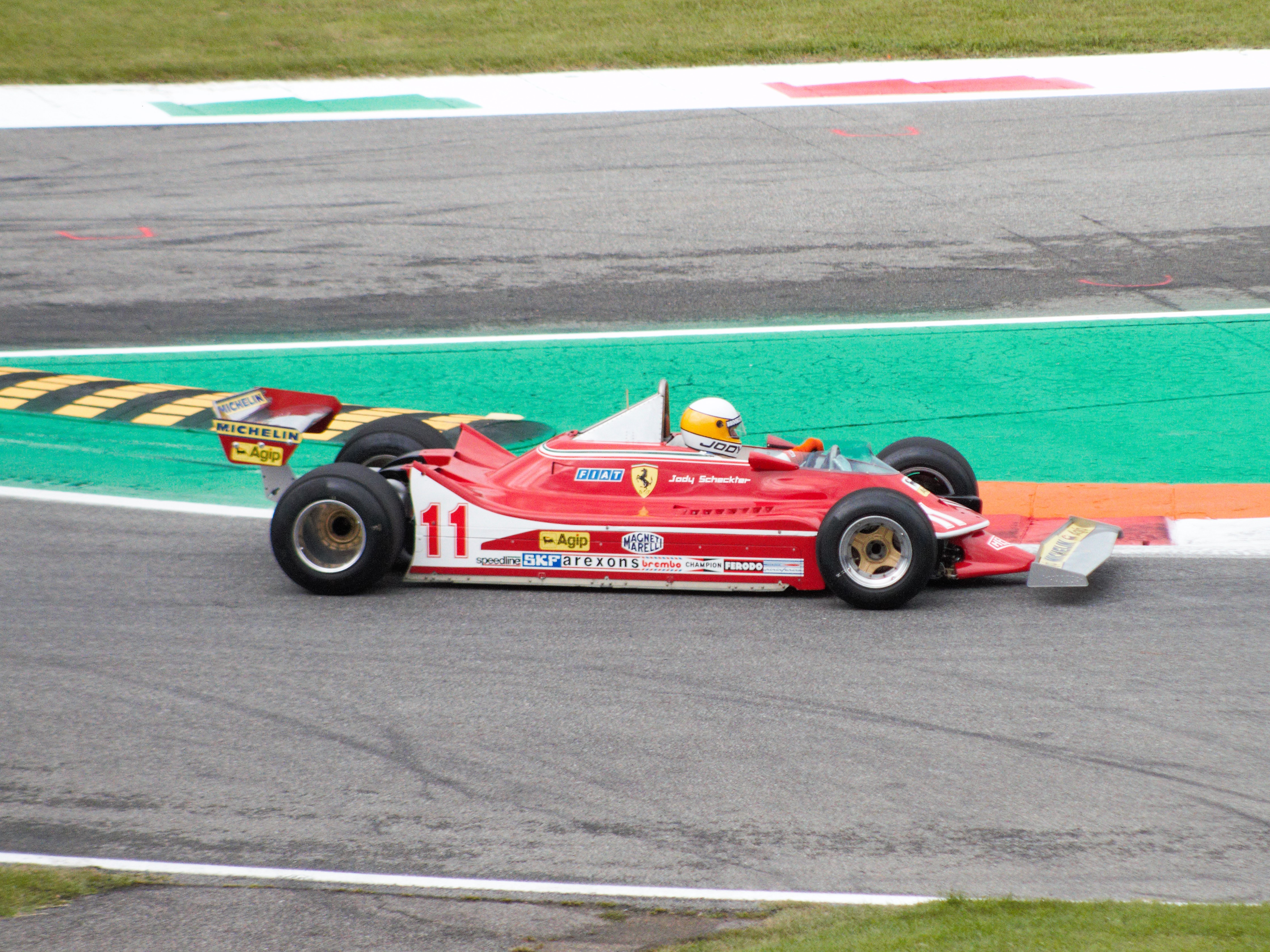
Jody Scheckter alla guida della Ferrari 312 T4 in un "giro d'onore" sul circuito di Monza in occasione del Gran Premio d'Italia 2019.

## Scheda tecnica
- Carreggiata anteriore: 1,700 m
- Carreggiata posteriore: 1,600 m
- Trazione: posteriore
- Frizione: multidisco
- Cambio: trasversale, 5 marce e retromarcia
- Freni: a disco Brembo pinze in alluminio
- Motore: Tipo 015, 12 cilindri a V di 180°, 515 CV, cilindrata 2992 cm³

## Risultati in Formula 1
| Anno | Team    | Motore  | Gomme | Piloti     |  |  |   |   |   |    |     |   |     |   |   |     |   |   |     | Punti | Pos. |
| ---- | ------- | ------- | ----- | ---------- |  |  | - | - | - | -- | --- | - | --- | - | - | --- | - | - | --- | ----- | ---- |
| 1979 | Ferrari | Ferrari | M     | Scheckter  |  |  | 2 | 2 | 4 | 1  | 1   | 7 | 5   | 4 | 4 | 2   | 1 | 4 | Rit | 113   | 1º   |
| 1979 | Ferrari | Ferrari | M     | Villeneuve |  |  | 1 | 1 | 7 | 7* | Rit | 2 | 14* | 8 | 2 | Rit | 2 | 2 | 1   | 113   | 1º   |

* – Indica il pilota ritirato ma ugualmente classificato avendo coperto, come previsto dal regolamento, almeno il 90% della distanza di gara.